# كسوف الشمس في 2 يوليو 2019
حدث كسوف كلي للشمس عند العقدة الصاعدة للقمر في المدار في 2 يوليو 2019 وبلغت قوّته 1.0459. كان الكسوف كليًا ومرئيًا من جنوب المحيط الهادئ شرق نيوزيلندا إلى منطقة كوكيمبو في تشيلي والأرجنتين الوسطى عند غروب الشمس، وكانت أقصى مدّة للكسوف هي 4 دقائق و32 ثانية من المحيط الهادي.
ومن المتوقع أن يكونَ هناكَ كسوفٌ كليٌّ للشمس في هذه المنطقة في 14 ديسمبر 2020 أي بعد هذا بـ 531 يومًا، وبعد 355 يومًا من حدوث الكسوف الشمسي في نفس العقدة القمرية مثل هذا الكسوف، في 21 يونيو 2020.

## الرؤية
يحدث الكسوف الشمسي عندما يمر القمر بين الأرض والشمس، وبالتالي يحجب صورة الشمس كليًا أو جزئيًا عن المشاهدين على الأرض. يحدث الكسوف الكلي للشمس عندما يكون قطر القمر الظاهري أكبر من الشمس، مما يحجب كل أشعة الشمس المباشرة، ويحول النهار إلى الظلام. يحدث الكسوف الكلي في مسار ضيق عبر سطح الأرض، مع وجود كسوف شمسي جزئي فوق المنطقة المحيطة بعرض آلاف الكيلومترات.
في أعقاب الكسوف الشمسي لأمريكا الشمالية في 21 أغسطس 2017، جمع علماء جمعية «علماء الفلك بلا حدود» نظارات الكسوف لإعادة توزيعها على أمريكا اللاتينية وآسيا للكسوف 2019.
انتقل الكسوف الكلي إلى مناطق ذات مستويات منخفضة من الرطوبة والتلوث بالضوء، مما يتيح مراقبة جيدة للغاية. هناك العديد من المراصد الرئيسية في مناطق أمريكا الجنوبية التي رصدت ذلك الكسوف الكلي.

### جزر بيتكيرن
تعد جزيرة أوينو هي أول سطح من الأرض والجزيرة الوحيدة في المحيط الهادي التي يُرى فيها الكسوف الكلي، وهي جزيرة مرجانية غير مأهولة في جزر بيتكيرن.

### تشيلي
كان الكسوف كاملا في جزء كبير من منطقة كوكيمبو وأجزاء صغيرة من منطقة أتاكاما. وتشمل المدن في الطريق لا سيرينا ولا هيجويرا. زار ما يقرب من 300000 شخص لاسيرينا لمشاهدة هذا الحدث. تم بيع التذاكر لمشاهدة الكسوف من المرصد الجنوبي الأوروبي مقابل 2000 دولار.

### الأرجنتين
كان الكسوف الكلي مرئيًا في مقاطعات سان خوان ولا لاريوخا وسان لويس وقرطبة وسانتا في وبوينس آيرس. وتشمل المدن في الطريق سان خوان وريو كوارتو.

## صور

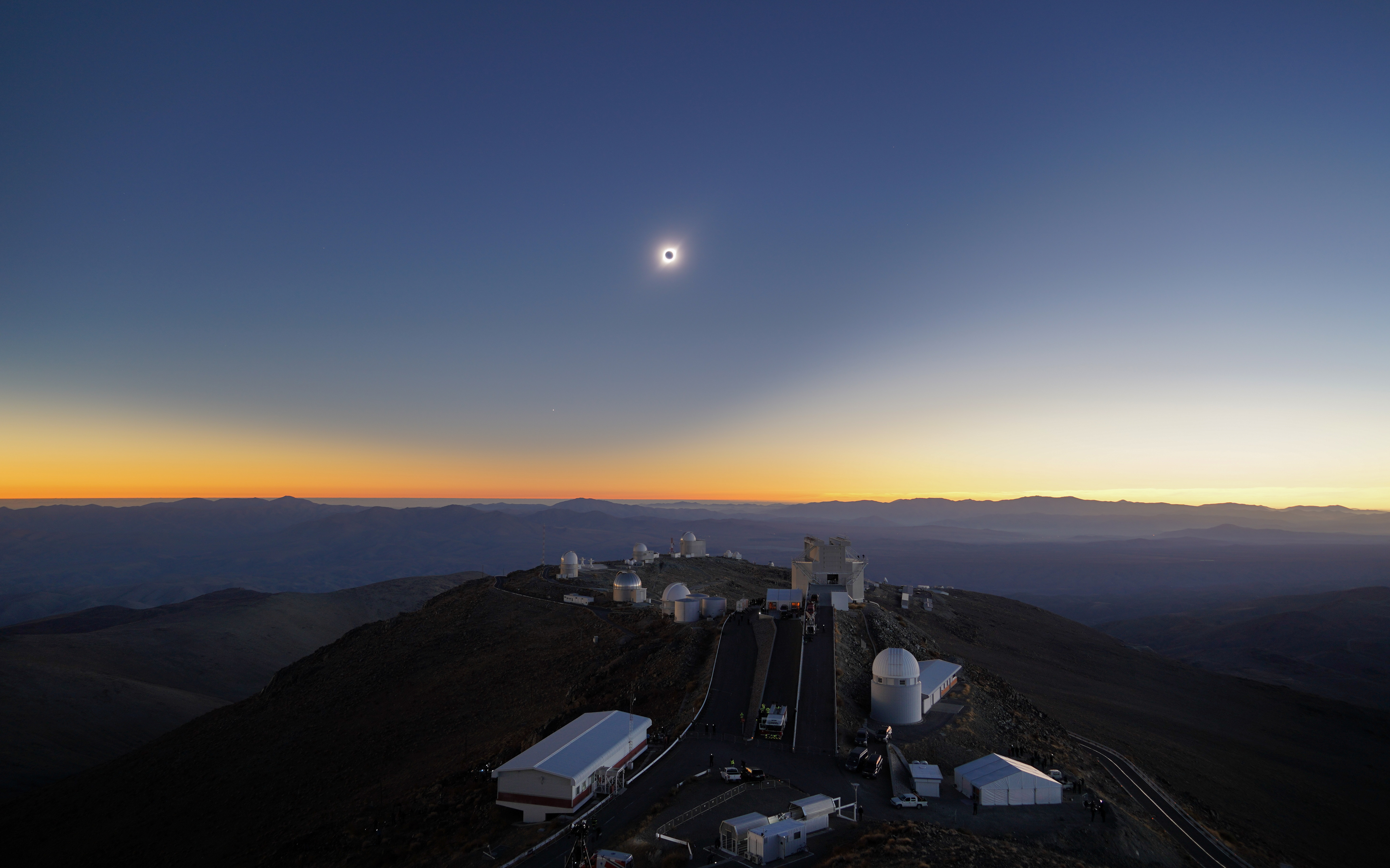
مجمل مرصد لا سيلا ، تشيلي
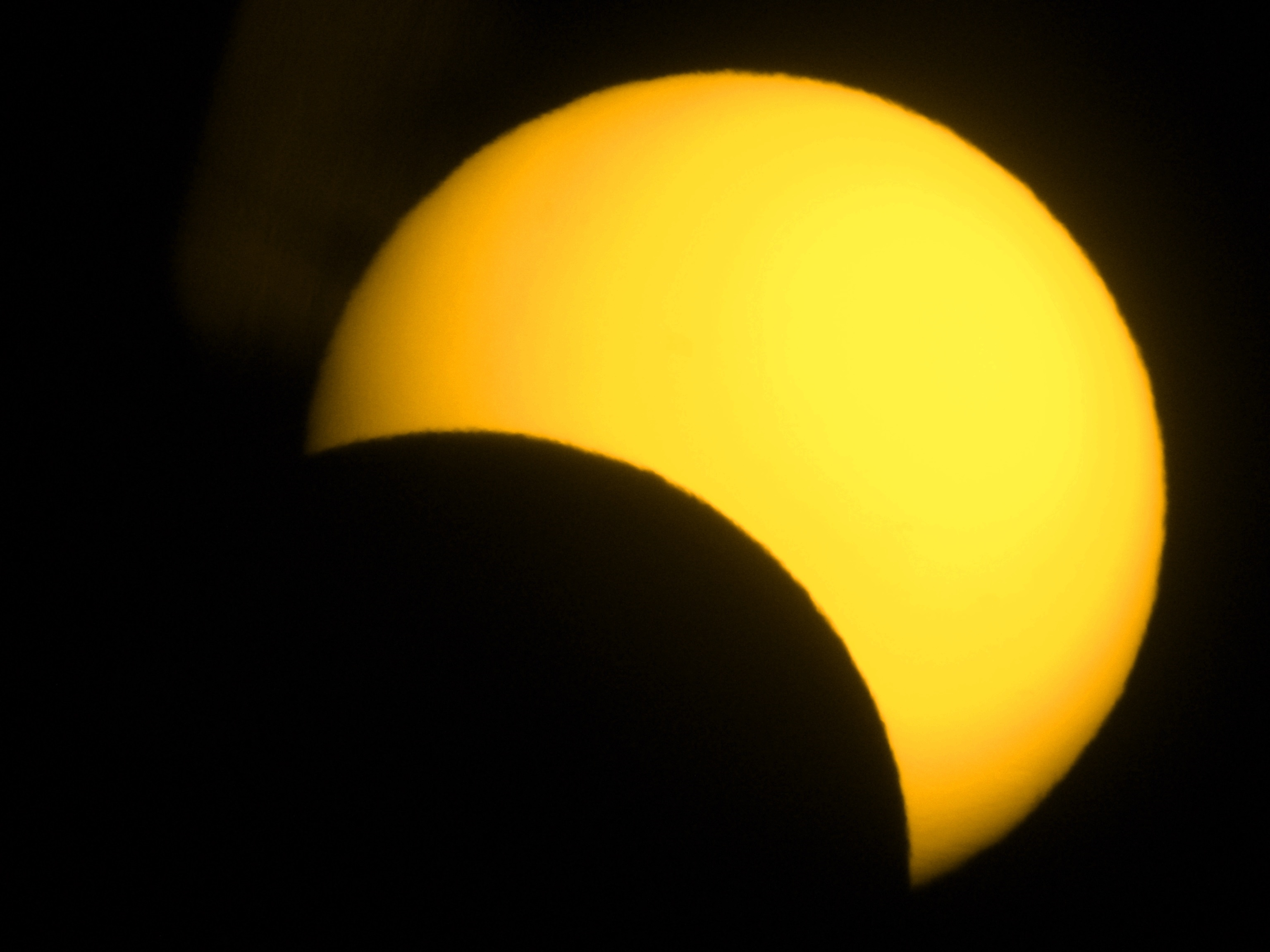
كسوف جزئي من بوينس آيرس ، الأرجنتين ، 20:10 UTC
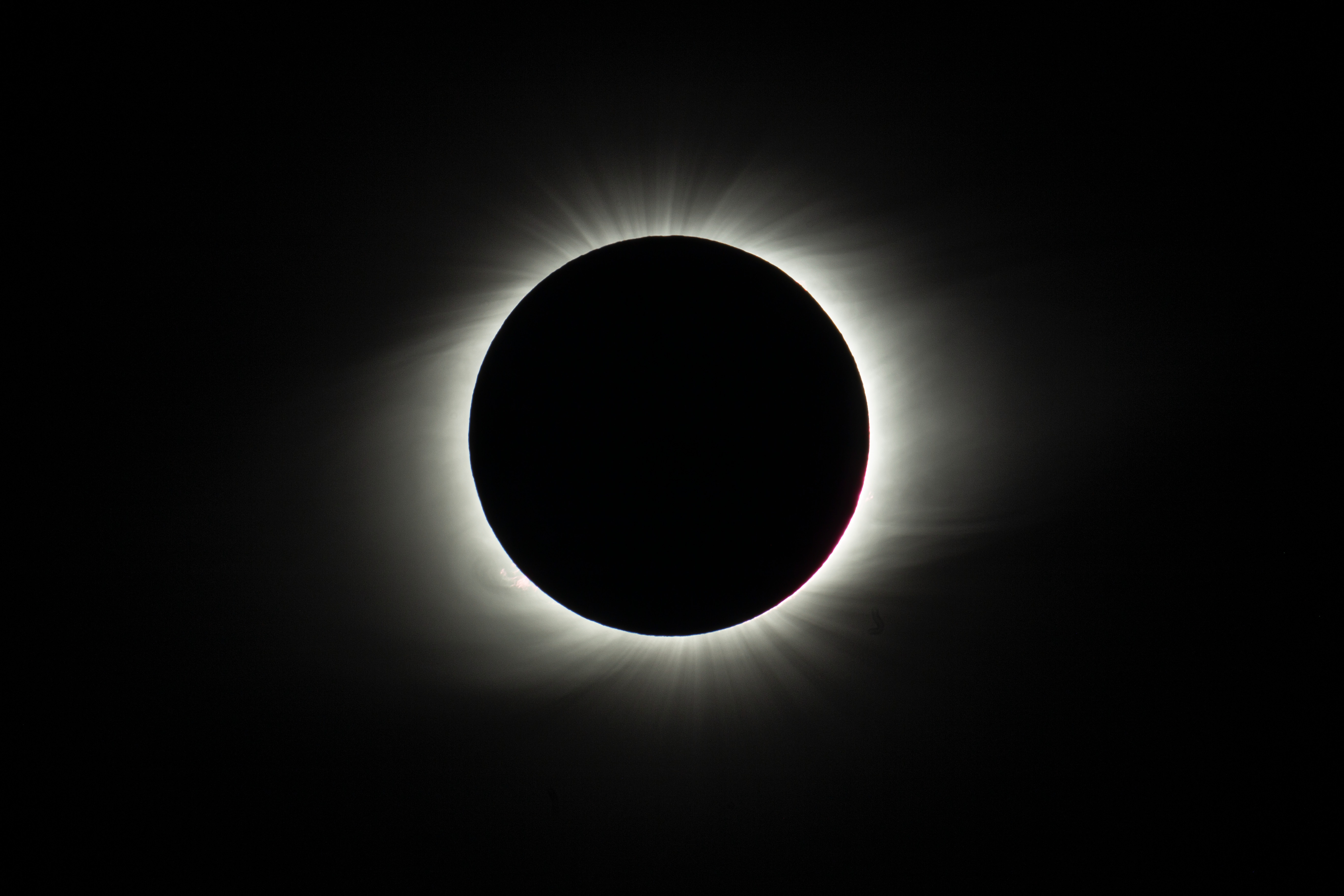
الكسوف كما شوهد من مرصد لا سيلا ، 20:39 بالتوقيت العالمي

## كسوف ذات صلة

### كسوف الشمس من 2018-2021
| كسوف الشمس من 2018–2021 | كسوف الشمس من 2018–2021         | كسوف الشمس من 2018–2021     | كسوف الشمس من 2018–2021       | كسوف الشمس من 2018–2021 | كسوف الشمس من 2018–2021 |
| ----------------------- | ------------------------------- | --------------------------- | ----------------------------- | ----------------------- | ----------------------- |
| العقدة الصاعدة          | العقدة الصاعدة                  |                             | العقدة النازلة                | العقدة النازلة          |                         |
| 117 جزئيا من ملبورن     | 13 يوليو 2018 جزئيا             | 122 جزئيا من ناخودكا، روسيا | كسوف الشمس 6 يناير 2019 جزئيا |                         |                         |
| 127 من لا سيرينا        | كسوف الشمس في 2 يوليو 2019 كليا | 132                         | 26 ديسمبر 2019 حلقيا          |                         |                         |
| 137                     | 21 يونيو 2020 حلقيا             | 142                         | 14 ديسمبر 2020 ‏ كليا          |                         |                         |
| 147                     | 10 يونيو 2021 حلقيا             | 152                         | كسوف الشمس 4 ديسمبر 2021 كليا |                         |                         |

### ساروس 127
| الحالات من 52–68 حدثت/ستحدث بين عامي 1901 و2200 | الحالات من 52–68 حدثت/ستحدث بين عامي 1901 و2200 | الحالات من 52–68 حدثت/ستحدث بين عامي 1901 و2200 |
| 52                                              | 53                                              | 54                                              |
| ----------------------------------------------- | ----------------------------------------------- | ----------------------------------------------- |
| كسوف الشمس في 28 أبريل 1911 ‏                    | كسوف الشمس في 9 مايو 1929 ‏                      | كسوف الشمس في 20 مايو 1947 ‏                     |
| 55                                              | 56                                              | 57                                              |
| كسوف الشمس في 30 مايو 1965 ‏                     | كسوف الشمس في 11 يونيو 1983 ‏                    | كسوف الشمس 21 يونيو 2001                        |
| 58                                              | 59                                              | 60                                              |
| كسوف الشمس في 2 يوليو 2019                      | كسوف الشمس 13 يوليو 2037                        | كسوف الشمس 24 يوليو 2055                        |
| 61                                              | 62                                              | 63                                              |
| كسوف الشمس 3 أغسطس 2073                         | كسوف الشمس 15 أغسطس 2091                        | 26 أغسطس 2109 (جزئيا)                           |
| 64                                              | 65                                              | 66                                              |
| 6 سبتمبر 2127 (جزئيا                            | 16 سبتمبر 2145 (جزئيا)                          | 28 سبتمبر 2163 (جزئيا)                          |
| 67                                              | 68                                              |                                                 |
| 8 أكتوبر 2181 (جزئيا)                           | 19 أكتوبر 2199 (جزئيا)                          |                                                 |

### سلسلة Inex
في القرن 19:
- Solar Saros 120: الكسوف الكلي للشمس في 19 نوفمبر 1816
- Solar Saros 121: كسوف كلي في 30 أكتوبر عام 1845
- Solar Saros 122: الكسوف الحلقي الشمسي في 10 أكتوبر لعام 1874

| سلسلة Inex بين عامي 1901 و2100: | سلسلة Inex بين عامي 1901 و2100: | سلسلة Inex بين عامي 1901 و2100: |
| ------------------------------- | ------------------------------- | ------------------------------- |
| 21 سبتمبر 1903 ‏ (Saros 123)     | 31 أغسطس 1932 ‏ (Saros 124)      | 11 أغسطس 1961 ‏ (Saros 125)      |
| 22 يوليو 1990 ‏ (Saros 126)      | 2 يوليو 2019 (Saros 127)        | 11 يونيو 2048 (Saros 128)       |
| 22 مايو 2077 (Saros 129)        |                                 |                                 |

في القرن 22:
- Solar Saros 130: الكسوف الكلي للشمس في 3 مايو لعام 2106
- Solar Saros 131: الكسوف الحلقي الشمسي في 13 أبريل لعام 2135
- Solar Saros 132: الكسوف الهجين للشمس في 23 مارس 2164
- Solar Saros 133: الكسوف الكلي للشمس في 3 مارس 2193

### سلسلة Metonic
| 21 كسوف من الجنوب إلى الشمال بين 1 يوليو 2000 و1 يوليو 2076 | 21 كسوف من الجنوب إلى الشمال بين 1 يوليو 2000 و1 يوليو 2076 | 21 كسوف من الجنوب إلى الشمال بين 1 يوليو 2000 و1 يوليو 2076 | 21 كسوف من الجنوب إلى الشمال بين 1 يوليو 2000 و1 يوليو 2076 | 21 كسوف من الجنوب إلى الشمال بين 1 يوليو 2000 و1 يوليو 2076 |
| 1-2 يوليو                                                   | 19-20 أبريل                                                 | 5-7 فبراير                                                  | 24-25 نوفمبر                                                | 12-13 سبتمبر                                                |
| 107                                                         | 109                                                         | 111                                                         | 113                                                         | 115                                                         |
| ----------------------------------------------------------- | ----------------------------------------------------------- | ----------------------------------------------------------- | ----------------------------------------------------------- | ----------------------------------------------------------- |
| 1 يوليو 1981                                                | 20 أبريل 1985                                               | 6 فبراير 1989                                               | 24 نوفمبر 1992                                              | 12 سبتمبر 1996                                              |
| 117                                                         | 119                                                         | 121                                                         | 123                                                         | 125                                                         |
| كسوف الشمس في 1 يوليو 2000 ‏                                 | كسوف الشمس 19 أبريل 2004                                    | كسوف الشمس 7 فبراير 2008                                    | كسوف الشمس 25 نوفمبر 2011                                   | كسوف الشمس 13 سبتمبر 2015                                   |
| 127                                                         | 129                                                         | 131                                                         | 133                                                         | 135                                                         |
| كسوف الشمس في 2 يوليو 2019                                  | كسوف الشمس 20 أبريل 2023                                    | كسوف الشمس 6 فبراير 2027                                    | كسوف الشمس في 25 نوفمبر 2030 ‏                               | كسوف الشمس 12 سبتمبر 2034                                   |
| 137                                                         | 139                                                         | 141                                                         | 143                                                         | 145                                                         |
| كسوف الشمس 2 يوليو 2038                                     | كسوف الشمس 20 أبريل 2042                                    | كسوف الشمس 5 فبراير 2046                                    | كسوف الشمس 25 نوفمبر 2049                                   | كسوف الشمس 12 سبتمبر 2053                                   |
| 147                                                         | 149                                                         | 151                                                         | 153                                                         | 155                                                         |
| كسوف الشمس 1 يوليو 2057                                     | كسوف الشمس 20 أبريل 2061                                    | كسوف الشمس 5 فبراير 2065                                    | كسوف الشمس 24 نوفمبر 2068                                   | كسوف الشمس 12 سبتمبر 2072                                   |
| 157                                                         | 159                                                         | 161                                                         | 163                                                         | 165                                                         |
| كسوف الشمس 1 يوليو 2076                                     | 19 أبريل 2080                                               | 6 فبراير 2084                                               | 25 نوفمبر 2087                                              | 13 سبتمبر 2091                                              |